# Ллойд, Сетон
Сетон Ллойд (англ. Seton Howard Frederick Lloyd, 30 мая 1902 года Бирмингем, Англия — 7 января, 1996 года, Фарингдон, Англия) — английский археолог. Работал в Британской школе археологии в Ираке, с 1948 по 1961 год возглавлял Британский институт археологии в Анкаре, с 1962 по 1962 годы занимал профессорскую должность на кафедре археологии Лондонского университета.
Первоначально получил образование архитектора в Лондоне в 1926 году. Занялся археологией, принимал участие в раскопках в Тель эль-Амарне, в раскопках Мерсина под руководством Джона Гарстанга. Затем до 1948 года работал в Ираке, принимал участие в основании Иракского национального музея в Багдаде. Когда в 1948 году в Анкаре по инициативе Джона Гарстанга был создан Британский институт археологии, Сетон Ллойд стал его первым директором. В Турции тесно сотрудничал с молодым археологом Джеймсом Меллартом, прославившимся открытием и раскопками Чатал-Гуюка. Совместно с Меллартом принимал участие в раскопках Бейджесултана. С 1961 года до ухода на пенсию работал в Лондонском университете.

## Публикации на русском языке
- Сетон Ллойд. Археология Месопотамии. — Москва: Наука, 1984. — 279 с. — (По следам исчезнувших культур Востока).
- Сетон Ллойд. Реки-близнецы. — Наука, 1972. — 239 с. — (По следам исчезнувших культур Востока). — 15 000 экз.